# Mikael Bodlore-Penlaez
Mikael Bollore-Penlaez (também Mikael Bodlore-Penlaez civilmente Bolloré), (Brest, 24 de fevereiro de 1975) é um autor, cartógrafo e militante bretão. Também é uma das pessoas que facilitaram a origem da extesão de internete .bzh.

## Biografia
Mikael Bollore-Penlaez elabora atlas temáticos, e também aborda questões relacionadas especificamente com a Bretanha e a minorias nacionais. Em 2011, co-escreveu com Divi Kervella o Atlas da Bretanha, o primeiro atlas bilíngüe francês -bretão e em 2015 apresenta o Atlas dos mundos celtas com Erwan Chartier. Em 2012, escreveu um livro-disco sobre a música clássica bretã em colaboração com o violoncelista Aldo Ripoche. Após o debate sobre o novo mapa das regiões, em 2014, escreveu um livro satírico (La France charcutée, petite histoire du "big bang territorial"), situando a reforma territorial no seu contexto histórico. 
O  Atlas da Bretanha recebeu em 2011 o Prix du Livre Produit en Bretagne na categoria preferida e o primeiro prémio regional do idioma bretão. O CD-livro de música clássica bretã, também recebeu o Prix du Livre Produit en Bretagne em 2013 na categoria de língua bretã. 
Mikael Bollore-Penlaez é um dos impulsores da iniciativa da extensão do internet .bzh. Em 2006, lançou uma petição (na web geobreizh.com, portal geográfico bretão que fundou com Divi Kervella) para a criação de uma extensão de Internet .bzh para a Bretanha, que conseguiu inserir oficialmente em muitas comunidades (incluido o Conselho Regional da Bretanha). É o vice-presidente da Associação www.bzh que realiza este projeto.  O 13 de maio de 2013 recebeu autorização da Icann para explotá-la. 
Especialista em minorias nacionais, em 1999 fundou o portal de internete eurominority.eu, e dirigeu o 2010, o Atlas da nações sem Estado na Europa, um panorama dos principais povos minoritários da Europa. O livro está traduzido ao inglês e ao galego-português. Comprometido com o direito dos povos a decidir seu futuro e à livre auto-determinação, participou da plataforma YesBreizh.net que promove a independência da Bretanha

## Obras

### Livros
- Guide des drapeaux bretons et celtes (com Divi Kervella), Ed. Yoran Embanner, 2008 (ISBN 978-2-916579-12-2)
- Atlas des Nations sans État en Europe, peuples minoritaires en quête de reconnaissance, Éd. Yoran Embanner, 2010 (ISBN 978-2-914855-71-6)
  - Atlas of Stateless Nations in Europe, minority peoples in search of recognition (traduzido ao inglês por Ciaran i Sarah Finn), Ed. Y Lolfa, 2011 (ISBN 978-1847713797)
  - Atlas das Nações sem Estado da Europa, povos minoritarios em demanda de reconhecimento (traduzido ao galego por Fernando V. Corredoira e Abrahán Bande Paz), Ed. Através, 2017
- Atlas de Bretagne / Atlas Breizh (com Divi Kervella), Ed. Coop Breizh, 2011 (ISBN 978-2843464959)
- Musique classique bretonne / Sonerezh klasel Breizh, Cras, Ladmirault, Le Flem, Le Penven, Ropartz... (com Aldo Ripoche), Ed. Coop Breizh, 2012 (ISBN 978-2-84346-563-5)
- Bretagne, les questions qui dérangent (com Pierre-Emmanuel Marais & Lionel Henry), Ed. Yoran Embanner, 2014 (ISBN 978-2-916579-78-8)
- La France charcutée, petite histoire du "big bang territorial", Ed. Coop Breizh, 2014 (ISBN 978-2-84346-722-6)
- Atlas des mondes celtiques / Atlas ar bed keltiek (com Erwan Chartier-Le Floch & Divi Kervella), Ed. Coop Breizh, 2014 (ISBN 978-2-84346-693-9)
- Réunifier la Bretagne, région contre métropoles ? (com os Géographes de Bretagne,sob a direção de Yves Lebahy i Gael Briand), Ed. Skol Vreizh, 2015 (ISBN 978-2367580425)
- Gwenn-ha-Du, le drapeau breton (coleção "Trilogie des symboles de Bretagne"), Ed. Coop Breizh, 2015 (ISBN 978-2843467233)
- Bro Gozh ma Zadoù, l'hymne national breton (coleção "Trilogie des symboles de Bretagne"), Ed. Coop Breizh, 2015 (ISBN 978-2843467240)
- BZH, l'abréviation bretonne (coleção "Trilogie des symboles de Bretagne"), Ed. Coop Breizh, 2015 (ISBN 978-2843467257)

#### Proximamente
- Atles dels països catalans / Atlas of the Catalan countries / Atlas des pays catalan, trilingue (traduzido ao catalão e inglês por David ar Rouz), Ed. Yoran Embanner, 2015

#### Participação em trabalhos como cartógrafo
- Jean Cras, Polymath of Music and Letters, Paul Andre Bempechat (autor), Ed. Ashgate Publishing Limited, 2009 (ISBN 978-0754606833)
- Histoire de Bretagne, Le point de vue breton, Jean Pierre Le Mat (autor), Ed. Yoran Embanner, 2010 (ISBN 978-2914855754)
- Die Geschichte der Bretagne, der Bretonische Standpunkt, Jean Pierre Le Mat (autor), Ed. Yoran Embanner, 2010 (ISBN 978-2914855761)
- Bretons des Kerguelenn, Ronan Larvor (autor), Ed. Yoran Embanner, 2011 (ISBN 978-2916579191)
- Histoire d'Alsace, le point de vue alsacien, François Waag (autor), Ed. Yoran Embanner, 2012 (ISBN 978-2914855662)
- Un Modèle politique breton ? Enquêtes, analyses, entretiens, portraits, Valérie Le Nigen, Christian Gouerou, Erwan Chartier-Le Floch (autores), Nono (ilustrador), Ed. Coop Breizh, 2014 (ISBN 978-2-84346-642-7)
- Histoire de l'écologie en Bretagne, Tudi Kernalegenn (autor), Ed. Goater, 2014 (ISBN 978-2-918647-38-6)
- Connaissance de la Bretagne des origines à nos jours (DVD), Jean-Jacques Monnier & Olivier Caillebot (autores), Ed. Skol Vreizh, 2014
- Histoire de l'Ukraine, le point de vue ukrainien, Tina et Luc Pauwels (autores), Ed. Yoran Embanner, 2015 ISBN 978-2-36747-011-5
- Le monde des anciens Celtes, Venceslas Kruta (autor), Ed. Yoran Embanner, 2015 ISBN 978-2-36747-012-2

### Mapas
- Povos minoritários da Europa, 2004
- Cem Nações da europa, 2005 (reedição 2013)
- Genealogia dos Reis e Duques da Bretanhae, 2007
- Bretanha : Geografia de uma Nação histórica da Europa (60 municípios tradicionais da Bretanha), 2007 (reedição 2013)
- 9 regiões, 5 departamentos, 1 500 comunas da Bretanha, 2008
- Povos do mundo, 2009
- Paises frisões, 2010
- Línguas da Europa, 2010
- Mapa do mundo em bretão, 2011
- Mapa do Val de Loire, 2012
- Mapa do Curdistão em curdo, 2012
- Povos europeus,mapa etnográfico das nações e regiões históricas, 2012
- Europako Nazioak, Nazio burujabeen eta estaturik ez duten nazioen mapa, 2014 (com o semanário Argia)

### Exposições
- Des cartes pour comprendre la Bretagne, Institut culturel de Bretagne & Ed. Coop Breizh, 2011
- Musique classique bretonne, Académia Paul Le Flem & Ed. Coop Breizh, 2012
- Les mondes celtiques, voyage cartographique, Institut culturel de Bretagne & Ed. Coop Breizh, 2015

### Articles
- Cinq ans d’actualités des nations sans État et des minorités nationales (coleção de artigos de eurominority.eu), (com David Forniès), Mondivers/Eurominority, 2010